# 1793 aux échecs
| Années des échecs : 1790 - 1791 - 1792 - 1793 - 1794 - 1795 - 1796    |
| Décennies des échecs : 1760 - 1770 - 1780 - 1790 - 1800 - 1810 - 1820 |

Cet article présente les faits marquants de l'année 1793 aux échecs.

## Divers
- Lors de la confiscation des biens du clergé, l'échiquier dit « de Charlemagne », une des « plus belles œuvres en ivoire transmises par le Moyen Âge »[1], rejoint les collections publiques de la République et sont entreposées au Cabinet des médailles de la Bibliothèque nationale.